# شبه‌پایداری

نمودار انرژی بر حسب مکان برای یک اتم که می‌تواند دو پیوند با انرژی‌های متفاوت تشکیل دهد: حالت شبه‌پایدار برای پیوند ضعیف‌تر (۱)، حالت زینی گذرا (۲)، و حالت پایدار برای پیوند قوی‌تر.

در شیمی و فیزیک، شبه‌پایداری به یک حالت انرژی متوسط در یک سیستم دینامیکی غیر از حالت پایه سیستم اشاره دارد.
توپی که در یک حفره روی یک شیب قرار دارد یک مثال ساده از شبه‌پایداری است. اگر توپ فقط کمی هل داده شود، دوباره در گود خود قرار می‌گیرد، اما یک فشار قوی تر ممکن است توپ را شروع به غلتیدن به سمت پایین شیب کند.
در واقع شبه‌پایداری حالتی برای یک سامانهٔ فیزیکی است که سامانه در آن زمان زیادی را در وضعیتی به جز حالت پایدار (کمینهٔ انرژی) سامانه می‌گذراند.
در طول یک حالت شبه‌پایدار با طول عمر محدود، تمام پارامترهای توصیف کننده حالت به مقادیر ثابت می‌رسند. در حالت انزوا:
- حالت حداقل انرژی تنها حالتی است که سیستم برای مدت نامحدودی در آن ساکن خواهد بود، تا زمانی که انرژی خارجی بیشتری به سیستم اضافه شود (وضعیت «کاملاً پایدار» منحصر به فرد).
- سیستم به‌طور خود به خود هر حالت دیگری (با انرژی بالاتر) را ترک می‌کند تا در نهایت (پس از یک توالی انتقال) به کم انرژی‌ترین حالت بازگردد.

مفهوم شبه‌پایداری در فیزیک گذار فاز مرتبه اول سرچشمه گرفته‌است. سپس در مطالعه ذرات زیراتمی تجمع یافته (در هسته اتم یا در اتم) یا در مولکول‌ها، درشت مولکول‌ها یا خوشه‌های اتم‌ها و مولکول‌ها معنای جدیدی به دست آورد. بعدها برای مطالعه سیستم‌های تصمیم‌گیری و انتقال اطلاعات استفاده می‌شود.
فراپایداری در فیزیک و شیمی رایج است - از یک اتم (مجموعه چند جسمی) تا مجموعه‌های آماری مولکول‌ها (سیالات چسبناک، جامدات آمورف، کریستال‌های مایع، کانی‌ها، و غیره) در سطوح مولکولی یا به‌طور کلی (به حالت‌های غیر پایدار ماده مراجعه کنید. و توده‌های دانه در زیر). فراوانی حالت‌ها با بزرگ‌تر شدن سیستم‌ها و/یا اگر نیروهای تعامل متقابل آن‌ها از نظر مکانی کمتر یکنواخت یا متنوع‌تر باشند، رایج‌تر است.
در سیستم‌های پویا (با بازخورد) مانند مدارهای الکترونیکی، قاچاق سیگنال، سیستم‌های تصمیم‌گیری، عصبی و ایمنی، عدم تغییر زمانی الگوهای فعال یا واکنشی با توجه به تأثیرات خارجی، ثبات و فراپایداری را تعریف می‌کند (به فراپایداری مغز در زیر مراجعه کنید). در این سیستم‌ها، معادل نوسانات حرارتی در سیستم‌های مولکولی «نویز سفید» است که بر انتشار سیگنال و تصمیم‌گیری تأثیر می‌گذارد.

## فیزیک آماری و ترمودینامیک
ترمودینامیک غیرتعادلی شاخه ای از فیزیک است که دینامیک مجموعه‌های آماری مولکول‌ها را از طریق حالت‌های ناپایدار مطالعه می‌کند. «گیر کردن» در یک فرورفتگی ترمودینامیکی بدون اینکه در کمترین حالت انرژی قرار داشته باشد، به عنوان پایداری جنبشی یا پایداری جنبشی شناخته می‌شود. حرکت یا سینتیک خاص اتم‌های درگیر منجر به گیر کردن آنها شده‌است، علیرغم وجود گزینه‌های بهتر (با انرژی پایین).

## ماده متراکم و ماکرومولکول‌ها
فازهای شبه‌پایدار در ماده متراکم و کریستالوگرافی رایج هستند. قابل ذکر است، این مورد در مورد آناتاز، یک پلی مورف ناپایدار از دی‌اکسید تیتانیوم است، که علیرغم اینکه معمولاً اولین فازی است که در بسیاری از فرآیندهای سنتز به دلیل انرژی سطحی پایین‌ترش تشکیل می‌شود، همیشه ناپایدار است و روتیل پایدارترین فاز در تمام دماها است. و فشارها به عنوان مثال دیگر، الماس یک فاز پایدار فقط در فشارهای بسیار بالا است، اما شکلی از کربن در دما و فشار استاندارد است. می‌توان آن را به گرافیت (به اضافه انرژی جنبشی باقیمانده) تبدیل کرد، اما تنها پس از غلبه بر انرژی فعال سازی - یک تپه میانی. مارتنزیت یک فاز ناپایدار است که برای کنترل سختی اکثر فولادها استفاده می‌شود. شبه پایدار پلی مورف از سیلیکا معمولاً مشاهده شده‌است. در برخی موارد، مانند دگرشکلی‌های بور جامد، به دست آوردن نمونه ای از فاز پایدار دشوار است.
پیوندهای بین بلوک‌های ساختمانی پلیمرها مانند DNA، RNA و پروتئین‌ها نیز ناپایدار هستند. آدنوزین تری فسفات یک مولکول بسیار ناپایدار است که به‌طور محاوره ای به عنوان «پر از انرژی» توصیف می‌شود که می‌تواند به طرق مختلف در زیست‌شناسی مورد استفاده قرار گیرد.
به‌طور کلی، امولسیون‌ها / سیستم‌های کلوئیدی و شیشه‌ها ناپایدار هستند، به عنوان مثال، متابولیسم شیشه سیلیس با طول عمر حدود ۱۰^(۹۸)سال مشخص می‌شود در مقایسه با طول عمر جهان که حدود۱۴*۱۰^(۴) سال است.
توده‌های شنی سیستمی است که در صورت وجود شیب تند می‌تواند شبه‌پایداری را نشان دهد. دانه‌های ماسه در اثر اصطکاک توده ای را تشکیل می‌دهند. ممکن است یک توده شن و ماسه بزرگ به نقطه ای برسد که پایدار باشد، اما افزودن یک دانه واحد باعث فروپاشی بخش‌های بزرگی از آن می‌شود. بهمن یک مشکل شناخته شده با توده‌های بزرگ برف و بلورهای یخ در شیب‌های تند است. در شرایط خشک، شیب‌های برف مانند توده‌های شنی عمل می‌کنند. یک دامنه کوه از برف می‌تواند به‌طور ناگهانی به دلیل وجود یک اسکی باز یا حتی صدای بلند یا لرزش سر بخورد.

## مکانیک کوانتومی
سیستم‌های انباشته ذرات زیراتمی توصیف‌شده توسط مکانیک کوانتومی (کوارک‌های درون نوکلئون‌ها، نوکلئون‌های درون هسته‌های اتمی، الکترون‌های درون اتم‌ها، مولکول‌ها یا خوشه‌های اتمی) حالت‌های قابل تشخیص زیادی دارند. از این میان، یکی (یا یک مجموعه کوچک منحط) به‌طور نامحدود پایدار است: حالت پایه یا حداقل جهانی.
همه حالات دیگر به جز حالت پایه (یا آنهایی که با آن منحط می‌شوند) انرژی بالاتری دارند. از بین تمام این حالت‌های دیگر، حالت‌های شبه‌پایدار آن‌هایی هستند که طول عمرشان حداقل 10 2 تا 10 3 برابر بیشتر از کوتاه‌ترین حالت‌های مجموعه است.
یک حالت شبه‌پایدار پس از آن عمر طولانی دارد (به صورت محلی با توجه به پیکربندی انرژی‌های «همسایه» پایدار است (اما ابدی نیست) همان‌طور که حداقل جهانی است). برانگیختگی - از انرژی بالای سطح زمین - در نهایت به حالت پایدارتر تبدیل می‌شود و انرژی آزاد می‌شود. در واقع، بالای صفر مطلق، همه حالات یک سیستم احتمال زوال غیر صفر دارند؛ یعنی خود به خود به حالت دیگری (معمولاً با انرژی کمتر) سقوط کند. یک مکانیسم برای این اتفاق از طریق تونل زنی کوانتومی است.

## فیزیک هسته ای
برخی از حالات پرانرژی یک هسته اتم (دارای جرم فضایی، بار، اسپین، توزیع ایزوسپین مشخص) بسیار طولانی‌تر از بقیه هستند (ایزومرهای هسته ای همان ایزوتوپ)، به عنوان مثال تکنتیوم-99m. ایزوتوپ تانتالیوم-۱۸۰ متر، اگرچه یک حالت برانگیخته ناپایدار است، اما به اندازه ای طولانی است که هرگز فروپاشی آن مشاهده نشده‌است، با نیمه عمری که حداقل ۴٫۵*۱۰^۱۶ سال محاسبه شده‌است، بیش از ۳. میلیون برابر سن کنونی کیهان

## فیزیک اتمی و مولکولی
برخی از سطوح انرژی اتمی ناپایدار هستند. اتم‌های ریدبرگ نمونه ای از حالت‌های اتمی برانگیخته ناپایدار هستند. انتقال از سطوح برانگیخته ناپایدار معمولاً توسط قوانین انتخاب دوقطبی الکتریکی ممنوع است. این بدان معنی است که هر گونه انتقال از این سطح نسبتاً بعید است. به یک معنا، الکترونی که اتفاقاً خود را در یک پیکربندی شبه‌پایدار می‌یابد، در آنجا به دام افتاده‌است. البته، از آنجایی که انتقال از یک حالت شبه‌پایدار غیرممکن نیست (فقط احتمال کمتری دارد)، الکترون در نهایت به حالت کم انرژی تبدیل می‌شود، معمولاً با انتقال چهار قطبی الکتریکی، یا اغلب با تحریک‌زدایی غیر تشعشعی (مثلاً برخورد-تحریک).
این خاصیت پوسیدگی آهسته در حالت شبه‌پایدار در فسفرسانس آشکار است، نوعی نورتابی که در اسباب‌بازی‌های درخشنده در تاریکی دیده می‌شود که می‌توانند با قرار گرفتن در معرض نور روشن، شارژ شوند. در حالی که گسیل خود به خود در اتم‌ها مقیاس زمانی معمولی در حدود 10 -8 ثانیه دارد، فروپاشی حالت‌های شبه‌پایدار معمولاً می‌تواند میلی ثانیه تا چند دقیقه طول بکشد، و بنابراین نور ساطع شده در فسفرسانس معمولاً ضعیف و طولانی مدت است.

## مدارهای الکترونیکی
یک مدار دیجیتال قرار است در تعداد کمی از حالت‌های دیجیتال پایدار در مدت زمان معینی پس از تغییر ورودی پیدا شود. با این حال، اگر یک ورودی در لحظه اشتباه تغییر کند، یک مدار دیجیتالی که از بازخورد استفاده می‌کند (حتی یک مدار ساده مانند فلیپ فلاپ) می‌تواند وارد یک حالت شبه‌پایدار شود و مدت زمان نامحدودی طول بکشد تا در نهایت به یک حالت دیجیتالی کاملاً پایدار ثابت شود.

## علوم اعصاب محاسباتی
شبه‌پایداری در مغز پدیده ای است که در علوم اعصاب محاسباتی مورد مطالعه قرار می‌گیرد تا مشخص شود مغز انسان چگونه الگوها را تشخیص می‌دهد. در اینجا، اصطلاح شبه‌پایداری نسبتاً ضعیف استفاده می‌شود. حالت کم انرژی وجود ندارد، اما سیگنال‌های نیمه گذرا در مغز وجود دارد که برای مدتی باقی می‌مانند و با حالت تعادل معمول متفاوت هستند.